# Chantal Spitz
Pour les articles homonymes, voir Spitz.
Chantal Spitz, née le 18 septembre 1954 à Papeete (Tahiti), est une écrivaine polynésienne. Elle est la première écrivaine polynésienne à avoir publié un roman en 1991. 

## Biographie
Dans un article pour le centenaire de Paul Gauguin, elle raconte comment ses parents fulminèrent lorsque l'État français renomma l'école centrale de Tahiti en lycée Paul-Gauguin. Elle est élevée dans les traditions tahitiennes et en particulier, les chants polyphoniques tahitiens, les tärava tahiti.
Chantal Spitz commence sa carrière littéraire en 1991 avec la publication de L'île des rêves écrasés, le premier roman tahitien de langue française publié par une maison d'édition à l'époque. Réédité en 2013 par les éditions 	Au vent des îles, il est salué par la critique polynésienne pour son rythme inspiré de l'oralité. Il est le premier roman tahitien traduit en anglais par les éditions Huia sous le titre Island of Shattered Dreams en Nouvelle-Zélande.
En 2011, elle publie Elles, Terre d'enfance (éditions Au vent des îles), roman sur lequel elle a travaillé pendant sept ans. La même année, elle est le sujet d'un reportage de Polynés'îles sur Polynésie 1re et de TV5 Monde l'année suivante.
Très attachée à lutter contre les clichés sur la Polynésie française, elle préside l'association Littérama’ohi (créée en 2001 à l'initiative de Flora Aurima-Devatine) pour promouvoir la littérature autochtone ultramarine,. L'association publie deux fois l'an une revue littéraire éponyme dont elle est directrice de publication depuis 2008. 
Elle participe aussi à de nombreux colloques en Nouvelle Calédonie, aux Fidji ou encore, en Australie, intervenant pour déconstruire le mythe de la vahiné lascive ou du bon sauvage attaché aux autochtones des îles du Pacifique,. Elle est aussi engagée dans le front anti-nucléaire depuis 1996 et la reprise des essais français en Polynésie.

## Critique
- Roberto Salazar, "Regards sur le roman tahitien contemporain", revue Hopala ! n°50, mars 2016, p. 14-32.